# DR P5
DR P5 – duński kanał radiowy, stanowiący jedną z anten publicznego nadawcy Danmarks Radio. Stacja została uruchomiona w 2003 roku i jest adresowana do najstarszych słuchaczy. Emituje muzykę z lat 50. i 60., z domieszką odpowiednio dobranych utworów współczesnych. Nadaje też liczne audycje mówione, w tym serwisy informacyjne i pogodowe. Kanał jest dostępny w Danii w cyfrowym przekazie naziemnym oraz w sieciach kablowych, ponadto można go słuchać w internecie i w niekodowanym przekazie z satelity Thor 5.